# Arnstedter Hof

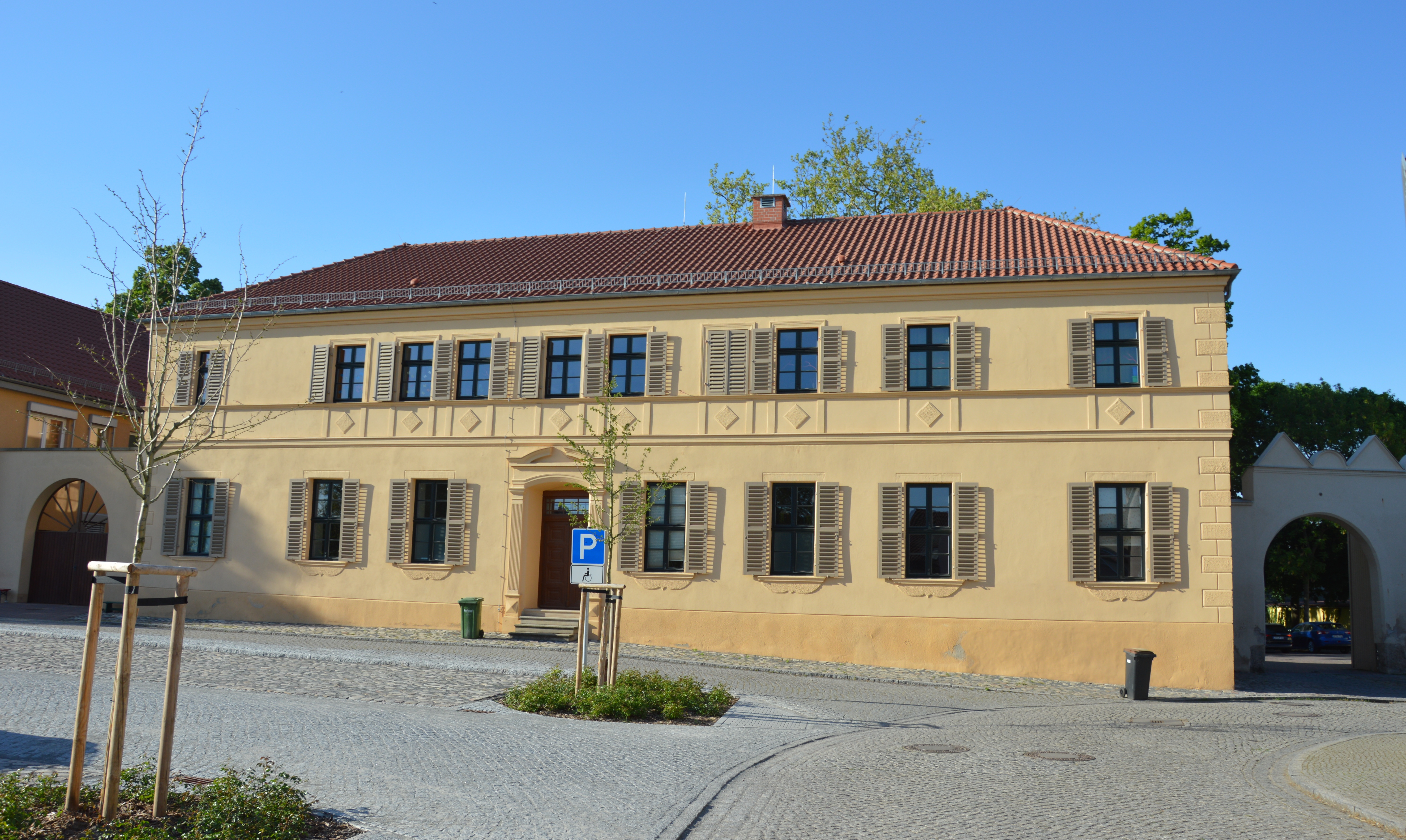
Arnstedter Hof, 2018

Der Arnstedter Hof, auch Arnstedtscher Hof, ist ein denkmalgeschützter Adelshof in Barleben in Sachsen-Anhalt.

## Lage
Er befindet sich im mittleren Teil der Alten Kirchstraße im nordöstlichen Teil des Dorfs an der Adresse Alte Kirchstraße 21.

## Architektur und Geschichte
Der große Hof verfügt über ein traufständig zur Straße stehendes zweigeschossiges Herrenhaus, eine repräsentativ ausgeführte Toranlage, einen Park sowie Wirtschaftsgebäude. Das breite, verputzte Herrenhaus ist von einem flachen Walmdach bedeckt. Im Kern geht es auf den Barock zurück. Das Portal stammt einer Inschrift nach aus dem Jahr 1701 und ist als Ädikulaportal mit Sprenggiebel ausgeführt. Während das zur Straße weisende Portal schlicht gehalten ist, ist das Hofseitige prächtiger gestaltet. Dort befindet sich auch ein Allianzwappen des Erasmus Christian von Arnstedt und der Anna Elisabeth von Haus, die Bauherren des Hofs waren. Im zweiten Viertel des 19. Jahrhunderts erfolgte ein Umbau im Stil des Klassizismus, bzw. speziell des Biedermeiers.
Östlich anschließend an das Herrenhaus befindet sich eine inschriftlich auf 1605 datierte Toranlage der Spätrenaissance mit einem Attikaaufsatz aus einem Wechsel von drei Dreiecks- und zwei Halbkreisgiebeln. An der östlichen der als Rundbogen ausgeführten Tordurchfahrt gelegenen Mannpforte befindet sich ein mit Beschlagwerk und Muscheldekor verziertes Sitznischenportal. Östlich an die Toranlage grenzt ein in Fachwerkbauweise errichtetes Wirtschaftsgebäude an.
Das Treppenhaus des Herrenhauses verfügt über eine mit einem Balustergeländer versehene Treppe.
Im örtlichen Denkmalverzeichnis ist der Adelshof unter der Erfassungsnummer 094 15923 als Baudenkmal verzeichnet. In der Vergangenheit bestand für das Anwesen die Adressierung Kirchstraße 11. Seit 2010 ist es Teil der Kita Gut Arnstedt.